# Еагр
Еа́гр (дав.-гр. Οἴαγρος, трансліт. Oíagros означає «дикого сорбу-яблука») — бог однойменної річки у Фракії, чоловік музи Калліопи, батько Орфея й Ліна.
За різними версіями, син Пієрія, або син Харопа, або син Арея; або нащадок Атланта в п'ятому коліні через Алкіона.
Чоловік музи Калліопи і батько Орфея і Ліна.
Згідно з поемою Нонна, Еагр був учасником індійського походу Діоніса.